# Mercury Montego
O Montego é um sedan de porte médio-grande da Mercury.
Como particularidade foi um dos veículos da Ford que contou com versão com transmissão continuamente variável (Câmbio CVT). A ultima geração do modelo sofreu um facelift em 2008 e passou a se chamar Mercury Sable.